# Нормальна форма Грайбах
У теорії формальної мови контекстно-вільна граматика перебуває в нормальній формі Грайбах (GNF), якщо праві частини всіх правил породження починаються з термінального символу, за яким можуть слідувати змінні. Нестрога форма допускає один виняток із цього обмеження, дозволяючи порожньому слову (epsilon, ε) перебувати в множині слів описаної мови. Авторкою концепції нормальної форми є Шейла Грайбах.
Отже, контекстно-вільна граматика має нормальну форму Грайбах тоді й тільки тоді, коли всі її правила породження задовольняють одному з перелічених нижче критеріїв:
{\displaystyle A\to aA_{1}A_{2}\cdots A_{n}};
{\displaystyle S\to aA_{1}A_{2}\cdots A_{n}};
{\displaystyle S\to \varepsilon };
де {\displaystyle A} — це нетермінальний символ, {\displaystyle a} — термінальний символ, {\displaystyle A_{1}A_{2}\ldots A_{n}} — це (може бути порожня) послідовність нетермінальних символів, не включаючи початковий символ і {\displaystyle S} — початковий символ.
Зверніть увагу, що граматика не має лівих рекурсій.
Будь-яка контекстно-вільна граматика може бути перетворена в еквівалентну, що відповідатиме критеріям нормальної форми Грайбах. В залежності від того, чи містить граматика ланцюгові правила, розмір побудованої граматики дорівнюватиме О(|G|4) (наявні) або О(|G|3) (відсутні), де — G це граматика, а |G| — її розмір.
Якщо взяти граматику в GNF та похідний рядок довжини n, будь-який низхідний аналізатор зупиниться на глибині n.